# Anisomysis tattersallae
Anisomysis tattersallae är en kräftdjursart som beskrevs av Pillai 1973. Anisomysis tattersallae ingår i släktet Anisomysis och familjen Mysidae. Inga underarter finns listade i Catalogue of Life.